# Tratado de Londres (1474)
El Tratado de Londres (en francés: Traités de Londres) fue un acuerdo entre Carlos el Temerario de Borgoña y Eduardo IV de Inglaterra firmado el 25 de julio de 1474. En el tratado, Carlos acordó apoyar militarmente a Inglaterra durante una invasión de Francia y reconocer a Eduardo como rey de Francia.

## Contexto
Tras el inicio de la Guerra de las Rosas en 1455, Inglaterra]] no estaba en condiciones de reclamar el trono francés. La posición de Eduardo como rey había sido inestable durante su primer reinado y se vio afectada por el avance de la guerra en la década de 1460. Eduardo fue destituido temporalmente en 1470 y reemplazado por Enrique VI, de Lancaster. 
Para 1471, Enrique VI y su hijo Eduardo habían fallecido, lo que permitió a Eduardo IV reclamar el trono. Ahora, con una situación interna más segura, Eduardo IV se preparaba para lanzar una campaña militar contra Francia, posiblemente con la esperanza de recuperar algunos de los territorios perdidos en la Guerra de los Cien Años (1337-1453). 
No está claro cuán serias eran las intenciones de Eduardo de invadir Francia, pero sus preparativos para la guerra encontraron resistencia en el parlamento inglés. Además, faltaba apoyo de sus aliados, Bretaña y Borgoña.

## Tratado
Inicialmente, Borgoña se mostró reacia a apoyar los planes de Inglaterra, y el intento de llegar a un acuerdo en Brujas en agosto de 1473 resultó infructuoso. Sin embargo, el 25 de julio de 1474, Carlos y Eduardo firmaron el Tratado de Londres, que garantizaba el apoyo borgoñón a la invasión inglesa de Francia. 
Eduardo aceptó que Borgoña conservara todos sus territorios soberanos, junto con algunas reivindicaciones territoriales en Francia, siempre que lo reconociera como rey de Francia y apoyara la invasión, que debía tener lugar antes del 1 de julio de 1475.

## Resultado
Las tropas inglesas desembarcaron en Calais, Francia, en junio de 1475. Sin embargo, Borgoña no les brindó el apoyo prometido, y Bretaña tampoco pudo ofrecer ayuda. Además, la campaña estaba relativamente avanzada y Eduardo no estaba deseoso de entrar en batalla.
Luis XI estuvo dispuesto a sobornar a Eduardo para que se marchara y le ofreció un lucrativo acuerdo que incluía pensiones para muchos nobles importantes. Este acuerdo se formalizó en el Tratado de Picquigny, que ordenó la retirada de las tropas inglesas a cambio de 75.000 coronas y pagos anuales adicionales.